# Gil Norton
Gil Norton ist ein britischer Musikproduzent, der vor allem durch seine Arbeit mit Rock- und Popbands wie den Pixies, Echo & The Bunnymen, Foo Fighters, Jimmy Eat World, Dashboard Confessional, Feeder, The Distillers, Maxïmo Park, Counting Crows, Terrorvision, The Triffids, Del Amitri, James und The Feelers Bekanntheit erlangte.
Im Jahr 2001 begann er die Arbeit am Debütalbum Is This It der Gruppe The Strokes, wurde jedoch durch Gordon Raphael abgelöst, der das Album vollendete.

## Diskographie

### Als Produzent
- China Crisis, Difficult Shapes & Passive Rhythms, Some People Think It's Fun to Entertain, (1982)
- The Triffids, Born Sandy Devotional, (1985)
- Throwing Muses, Throwing Muses, (1986)
- The Triffids, Calenture, (1987)
- Echo & The Bunnymen, Echo & The Bunnymen, (1987)
- Throwing Muses, The Fat Skier (1987)
- Pixies, Doolittle, (1989)
- Del Amitri, Waking Hours, (1989) (nur "Move Away Jimmy Blue")
- Pixies, Bossanova, (1990)
- Pale Saints, The Comforts of Madness, (1990)
- James, Gold Mother, (1990) (ein Titel, "Sit Down")
- Pixies, Trompe Le Monde, (1991)
- Tribe, Abort, (1991)
- Pere Ubu, Worlds in Collision, (1991)
- Del Amitri, Change Everything, (1992)
- Catherine Wheel, Chrome, (1993)
- Belly, Star, (1993) (vier Titel)
- Terrorvision, How To Make Friends And Influence People, (1994)
- Catherine Wheel, Happy Days, (1995)
- The Fatima Mansions, Lost in the Former West, (1995) (zwei Titel, "Walk in the Woods" & "Brain Blister")
- Blink, Map of the Universe, (1995) (ein Titel, "It's Not My Fault")
- The Meices, Dirty Bird, (1996)
- Counting Crows, Recovering the Satellites, (1996)
- Age of Electric, Make a Pest a Pet, (1996)
- Honeycrack, Prozaic, (1996)
- Terrorvision, Regular Urban Survivors, (1996)
- Longpigs, The Sun Is Often Out, (1996)
- The Beekeepers, Do You Behave Like That At Home?, (1997)
- Foo Fighters, The Colour and the Shape, (1997)
- K’s Choice, Cocoon Crash, (1998)
- Cast, Magic Hour, (1999)
- SR-71, Now You See Inside, (2000)
- Alien Crime Syndicate, From the Word Go, (2000)
- Patti Smith, Gung Ho, (2000)
- Feeder, Echo Park, (2001)
- The Feelers, Communicate, (2001)
- Ed Harcourt, Here Be Monsters, (2001)
- Feeder, Comfort In Sound, (2002)
- Dashboard Confessional, A Mark, A Mission, A Brand, A Scar, (2003)
- The Distillers, Coral Fang, (2003)
- Jimmy Eat World, Futures, (2004)
- Span, Mass Distraction, (2004)
- Alien Crime Syndicate, Ten Songs in the Key of Betrayal, (2004)
- Feeder, Pushing The Senses, (2005)
- Son Of Dork, Welcome To Loserville, (2005)
- Morningwood, Morningwood, (2006)
- Ben Kweller, Ben Kweller, (2006)
- Gomez, How We Operate, (2006)
- Maxïmo Park, Our Earthly Pleasures (2007)
- Funeral for a Friend, Tales Don't Tell Themselves, (2007)
- Foo Fighters, Echoes, Silence, Patience & Grace, (2007)
- Counting Crows, Saturday Nights, Sunday Mornings, (2008)